# Jerry e il leone
Jerry e il leone (Jerry and the Lion) è un film del 1950 diretto da William Hanna e Joseph Barbera. È il cinquantesimo cortometraggio della serie Tom & Jerry ed è stato distribuito nelle sale cinematografiche degli USA l'8 aprile del 1950 e riedito nel settembre del 1957.

## Trama
Jerry, dopo aver saccheggiato il frigo, si nasconde in cantina da Tom. Improvvisamente il gatto ascolta durante un radiogiornale la notizia della misteriosa fuga di un leone dal circo cittadino, così chiude tutte le porte e le finestre e si arma di fucile. Nel frattempo Jerry si ritrova il leone in cantina, ma questi non vuole fargli del male, in quanto gli chiede aiuto per cercare di tornare a tutti i costi in Africa pur di non tornare al circo in cui è stato addestrato. Jerry gli promette aiuto, ma deve anche aiutarlo a trovare qualcosa da mangiare in casa senza farsi vedere da Tom. Nel tentare di rubare del prosciutto, Jerry viene scoperto dal gatto, provocando così una lotta tra i due animali, durante la quale Tom viene senza saperlo picchiato dal leone, che cerca in ogni modo di aiutare Jerry. Alla fine quest'ultimo e il leone si nascondono in una stanza, in cui anche Tom ci entra, e chiude la porta a chiave, sperando di eliminare Jerry. Di conseguenza viene picchiato dal leone e, credendo che sia stato Jerry ad aggredirlo, scappa di casa sfondando il muro. Libero dai disturbi di Tom, Jerry può finalmente occuparsi di aiutare il leone facendolo imbarcare di nascosto in una scialuppa della nave diretta in Africa. Così il leone e Jerry si salutano a vicenda.